# Phaeoblemma apicata
Phaeoblemma apicata är en fjärilsart som beskrevs av William Schaus 1911. Phaeoblemma apicata ingår i släktet Phaeoblemma och familjen nattflyn. Inga underarter finns listade i Catalogue of Life.